# Smilethericles uaboni
Smilethericles uaboni är en insektsart som beskrevs av Baccetti 1997. Smilethericles uaboni ingår i släktet Smilethericles och familjen Thericleidae. Inga underarter finns listade i Catalogue of Life.